# Obi-Wan Kenobi
Obi-Wan Kenobi er en fiktiv person i Star Wars-franchisen. I den originale trilogi er han en Jedi-mester, som spilles af den engelske skuespiller Alec Guinness. I prequel trilogien, spilles han af den skotske skuespiller Ewan McGregor som ung. I den originale trilogi introduceres han som Ben Kenobi, et alias han bruger til at skjule sig fra Det Galaktiske Imperium. Obi-Wan Kenobi er født i 57 BBY og døde i 0 BBY. Han er Luke Skywalkers mentor som præsenterer Luke til Jediernes levned. Efter han ofrede sig selv i en duel med Darth Vader, vejleder Obi-Wan Luke gennem Kraften i sin kampen mod imperiet. I prequel-trilogien, som udspiller sig 32 år før den originale trilogi, er han først Jedi-mester Qui-Gon Jinns padawan lærling og senere mentor og ven til Lukes far Anakin Skywalkers som falder til Kraftens mørke side og bliver til Darth Vader. Obi-Wan 
Obi-Wan spiller en central rolle i:
- Episode I: Den usynlige fjende (1999)
- Episode II: Klonernes angreb (2002)
- Episode III: Sith-fyrsternes hævn (2005)
- Episode IV: Et nyt håb (1977)
- The Clone Wars (tegnefilm 2003)
- The Clone Wars (biograffilm 2008)
- The Clone Wars (tv-serie 2008-14)
- Obi-Wan Kenobi (tv-serie 2022)

## Optrædener

### Prequel trilogien
I Star Wars Episode I: Den usynlige fjende, som udspiller sig 32 år før Et nyt håb, er Obi-Wan Kenobi padawan-lærling under Jedi-mester Qui-Gon Jinn. 
Efter Qui-Gons død, lover Obi-Wan at opfylde sin mesters døende ønske om at oplære Anakin Skywalker som Jedi, med eller uden Jedi-Rådets tilladelse. Yoda gør Obi-Wan til Jedi-ridder og giver ham modvilligt tilladelse, til at tage Anakin til sig som hans padawan.
I Star Wars Episode II: Klonernes angreb, der udspiller sig ca. 10 år senere, jager Kenobi en dusørjæger, der forsøgte at likvidere Padmé Amidala. Hans første spor, opnår han efter en livsfarlig jagt på Coruscant. Efter at have fanget dusørjægeren, bliver hun skudt af en anden lejemorder, der skulle vise sig at være ham der hyrede hende. Hans første ledetråd er den giftpil hun blev skudt med, og denne får han analyseret af sin ven Dex, da der intet var at finde i Jedi-arkiverne. Dex fortæller Kenobi, at den stammer fra havplaneten Kamino. Kenobi rejser til Kamino, men udover at opspore dusørjægeren Jango Fett, der har afgivet sit DNA til Republikkens kloner, opdager han netop denne klonhær – bestilt i Republikkens navn, angiveligt af en jedi-mester Sifo-Dyas.
I en jagt efter Jango, og hans klonede "søn", Boba, ender Kenobi på Geonosis, hvor han bliver taget til fange. Anakin og Padmé bliver også taget til fange, men alle tre reddes af hundredvis af jedier, med assistance fra Republikkens nye klonhær, hvilken Jedi-rådet besluttede at tage i brug.
I Star Wars Episode III: Sith-fyrsternes hævn er Kenobi nu Jedi-mester og et medlem af Jedi-Rådet, og General i Republikkens klonhær. Anakin, som nu er Jedi-ridder, er stadig Kenobis lærling og de to er blevet krigshelte og bedste venner. Filmen starter med, at de to er på mission for at redde overkansler Palpatine fra Grev Dooku og General Grievous på den sidstnævntes kommandoskib. Efter dette, der ender med Dookus død og Grevious' flugt, samles Jedierne til et vigtigt møde. Anakin får til opgave at rapportere om alt hvad Palpatine laver, omend unge Skywalker ikke er glad for det, da de er nære venner.
Kenobi får senere til opgave at indlede jagten efter Grevious, men efter at have besejret ham, bliver Ordre 66 iværksat og Republikkens klonhær forsøger at dræbe ham i et baghold. Kenobi lander dog efter et langt fald i en lille sø, og overlever. Efter at have undgået klonerne, stjæler han Grievous' stjernejager og bliver samlet op af Yoda og Bail Organa ombord på Organas skib. Da han og Yoda kommer tilbage til Coruscant, opdager de, at alle Jedier i Jedi-Templet er blevet myrdet. Efter at have sendt en meddelelse til alle Jedier om at forblive i skjul, bliver Obi-Wan knust over at se hologramoptagelser fra Jedi-templetsom viser, at Anakin, som nu er blevet Sidious' lærling, Darth Vader, var den der anførte angrebet på templet. Yoda siger, at han konfronterer Sidious, mens Obi-Wan udfordrer Vader. Obi-Wan vil ikke, men accepterer modvilligt opgaven, da Yoda siger, at Anakin Skywalker er borte, og blevet "opslugt" af Darth Vader.
Efter ankomsten til Mustafar, ender det med at Anakin erklærer Kenobi som fjende, og de ender i en lyssværdsduel. Kenobi vinder duellen, men Anakin overlever.
Tilbage i sikkerhed, føder Padmé Luke og Leia. Bail Organa og hans kone tager sig af Leia, medens Kenobi bringer Luke til Tatooine, hvor Owen Lars vil tage sig af den nyfødte med sin kone.
Efter tabet af sin lærling og gode ven Anakin bliver Obi Wan på Tatooine og beskytter Luke Skywalker på afstand.

### Den originale trilogi
I Star Wars Episode IV: Et nyt håb (1977), 19 år efter begivenhederne i Sith-fyrsternes hævn støder Kenobi ind i Luke, efter en mindre redningsaktion mod Sandfolket. Kenobi får overtalt Luke til at rejse med ham, og støtte oprørsgruppen mod Det Galaktiske Imperium, med kejser Palpatine og Darth Vader (Anakin Skywalker som cyborg, efter han mistede en arm i "Klonernes angreb" og benene i duellen mod Kenobi på Mustafar). Her møder de Han Solo og Chewbacca, som de hyrer som piloter. Deres mission er at befri Prinsesse Leia, der er taget til fange på Dødsstjernen. Efter befrielsen ender Kenobi i en duel mod Darth Vader, hvor Kenobi mister livet.

## Kenobis død
Fans har omdiskuteret Kenobis karakteristiske død. Han bliver nemlig ikke decideret overmandet, han lader Darth Vader myrde sig. Nogle mener dette var for at kunne styrke Luke, via Kraften.